# Гъргур Бранкович
Гъргур (Григор) Бранкович (на сръбски: Гргур Бранковић) е най-големият син на сръбския деспот Георги Бранкович и Ирина Кантакузина.
През 1439 г. след като османците превземат Смедерево, столицата на неговия баща Георги Бранкович, султан Мурад II назначава Гъргур за управител на бащините му земи, тъй като баща му бил потърсил спасение в Унгария. Но понеже Гъргур замислял заговор против османците, през април 1441 г. бил хвърлен в затвора, а през май същата година заедно с брат си Стефан Бранкович бил ослепен. През 1458 г. след смъртта на баща му, когато се стига до борба за престола над сръбските земи, Гъргур претендира за титлата за себе си или за сина си, но очевидно без успех. На следващата 1459 г. той се оттегля в Хилендарския манастир и скоро там умира на 16 октомври 1459 г.